# Luis de Aramburu
Luis Arámburu Martínez de Sant Vicent (Vitòria, Àlaba, 8 de gener de 1905 - Vitòria, 5 de maig de 1999) –conegut com a Luis Aramburu– fou un compositor, organista, pianista i pedagog basc, i un dels músics de Vitòria més rellevants del segle xx.
Començà a aprendre música amb el seu pare, Juan Arámburu. Anys més tard va estudiar harmonia amb el prevere José Domingo de Santa Teresa. Va viure a Bilbao, lloc on va convalidar els seus estudis de piano, òrgan, violoncel i trompa en el Conservatori.
Des de la seva joventut va està lligat al món coral assumint la direcció de diversos cors, tals com la coral Eusko Abesbatza, del 1934 al 1936; els cors Vesa, de 1937 a 1983, i l'"Orfeón Vitoriano", del 1945 al 1953.
En l'àmbit de la pedagogia, va ser professor de piano al Conservatori de Música de Vitoria, del qual seria el director des de 1974 al 1979.

## Obra
Durant la seva trajectòria destacà per ser un compositor prolífic, àmbit en el qual destaquen les seves obres de música eclesiàstica, com ara els més de 50 himnes religiosos, alguns d'ells guardonats en concursos nacionals i internacionals, les 25 misses completes, motets, nadales i salms, entre d'altres. En l'àmbit de la música profana va crear obres per a solistes, cors i orquestres o bandes de música.
Es conserven obres seves als fons musicals de l'església parroquial de Santa Eulàlia de Berga (BerSE) i de la catedral de Tarragona (TarC).

## Reconeixements
L'Ajuntament de Vitòria va reconèixer la tasca musical i la participació de Luis Arámburu a la vida musical de Vitòria amb la Medalla de plata de la ciutat (1975), amb el Celedón d'or (1980) i amb la Medalla d'or (1985).